# .pf
.pf is het internet landcode topleveldomein van Frans-Polynesië.
Registratie is alleen mogelijk voor inwoners van Frans-Polynesië en Frankrijk en alleen onder het tweede niveau domein com.pf.